# 샨다
샨다(Shanda)는 다국적 투자 기업이다. 상하이시, 싱가포르, 홍콩, 뉴욕, 멘로파크에 사무소가 위치한다. 1999년 12월 Shanda Interactive Entertainment Limited(盛大互动娱乐有限公司)라는 이름으로 설립되었다. 더 월드 오브 레전드, 매지컬 랜드와 같은 게임을 배급하거나 운영한 것으로 알려져 있다.